# As Time Goes By (album, Bryan Ferry)
As Time Goes By je desáté sólové studiové album anglického zpěváka Bryana Ferryho. Vydáno bylo v říjnu roku 1999 společností Virgin Records a jeho producentem byl spolu s Ferrym jeho dlouholetý spolupracovník Rhett Davies. Album se umístilo na šestnácté příčce britské hitparády a bylo oceněno zlatou deskou. Obsahuje pouze coververze.

## Seznam skladeb
1. As Time Goes By (Herman Hupfeld) – 2:35
2. The Way You Look Tonight (Jerome Kern, Dorothy Fields) – 3:33
3. Easy Living (Ralph Rainger, Leo Robin) – 2:14
4. I'm in the Mood for Love (Jimmy McHugh, Dorothy Fields) – 4:20
5. Where or When (Rodgers and Hart) – 3:20
6. When Somebody Thinks You're Wonderful (Harry Woods) – 3:00
7. Sweet and Lovely (Charles Daniels, Gus Arnheim, Harry Tobias) – 3:10
8. Miss Otis Regrets (Cole Porter) – 2:44
9. Time on My Hands (Vincent Youmans, Harold Adamson, Mack Gordon) – 3:01
10. Lover, Come Back to Me (Sigmund Romberg, Oscar Hammerstein) – 2:51
11. Falling in Love Again (Friedrich Hollaender, Sammy Lerner) – 2:27
12. Love Me or Leave Me (Walter Donaldson, Gus Kahn) – 2:42
13. You Do Something to Me (Cole Porter) – 2:46
14. Just One of Those Things (Cole Porter) – 2:44
15. September Song (Kurt Weill, Maxwell Anderson) – 3:00

## Obsazení
- Bryan Ferry – zpěv, syntezátor, aranžmá
- Phil Manzanera – kytara
- Alan Barnes – klarinet, tenorsaxofon
- Nicholas Bucknail – klarinet
- Wilfred Gibson – housle
- Bob Hunt – pozoun
- Chris Laurence – basa
- Andy Newmark – bicí
- Anthony Pleeth – violoncello
- Frank Ricotti – perkuse
- John Sutton – bicí
- Enrico Tomasso – trubka
- Hugh Webb – harfa
- Gavyn Wright – housle
- Peter Lale – viola
- Boguslaw Kostecki – housle
- Jose Libertella – bandoneon
- Luis Stazo – bandoneon
- Paul Clarvis – bicí
- Philip Dukes – viola
- Colin Good – klavír, aranžmá
- Anthony Pike – klarinet
- Jim Tomlinson – klarinet, altsaxofon
- Richard Jeffries – basa
- Malcolm Earle Smith – pozoun
- Abraham Leborovich – housle
- James Sanger – programování
- Robert Fowler – klarinet
- Martin Wheatley – banjo
- Timothy Lines – klarinet
- David White – klarinet
- Nils Solberg – kytara
- David Woodcock – housle
- Cynthia Millar – Martenotovy vlny